# Osnat Barzani
Osnat Barzani (1590–1670) was een Joods-Koerdische vrouw uit de Iraakse stad Mosoel. Ze was de eerste Joodse vrouw waarvan bekend is dat zij de titel rabbijn verwierf. Ze was de dochter van de rabbijn Samuel Barzani. Ze bestudeerde de Kabbalah. De Koerdische familie Barzani stamt van haar af. Haar tombe ligt in Amadiyah in de Koerdische Autonome Regio.